# Gideon Ståhlberg
Anders Gideon Tom Ståhlberg (Surte, 26 de enero de 1908 – Leningrado, 26 de mayo de 1967) fue un Gran Maestro de ajedrez sueco.
Nacido en Surte, cerca de Gotemburgo, aprendió a jugar al ajedrez en la casa paterna, y a los doce años ya se desempeñaba con soltura ante el tablero. A los 17 comenzó a jugar torneos y dos años más tarde intervino en una prueba para maestros en la cual le cupo una figuración destacada.
Ganó el campeonato de Suecia en 1929 y lo mantuvo hasta 1939. 
Ståhlberg se hizo un nombre en la escena internacional al vencer en matches a los destacados ajedrecistas Rudolf Spielmann y Aron Nimzowitsch en 1933 y 1934 respectivamente, y al lograr notables actuaciones en los torneos de Dresde 1936 (tercero, tras Alekhine) y Estocolmo 1937 (segundo, tras Fine). En 1938 empató un encuentro con Keres.
Tras la olimpiada de ajedrez de Buenos Aires 1939, permaneció hasta 1948 en Argentina, donde ganó numerosos torneos, siempre rivalizando con Miguel Najdorf: Mar del Plata 1941 (sobre Najdorf y Eliskases), Buenos Aires 1941 (empatado con Najdorf), Buenos Aires 1947 (sobre Najdorf, Eliskases y Euwe).
Sus mejores resultados luego de regresar a Europa fueron: sexto en el Interzonal de Saltsjöbaden 1948 (convirtiéndose en Candidato), séptimo en el torneo de Candidatos de Budapest 1950), tercero en Ámsterdam 1950, tercero en Budapest 1952, quinto en el Interzonal de Saltsjöbaden 1952 (nuevamente convirtiéndose en Candidato).
Stahlberg fue árbitro de los cinco campeonatos mundiales que se realizaron de 1957 a 1963.
En 1967 viajó a Leningrado para tomar parte en un torneo internacional, pero murió antes del inicio. Sus restos fueron repatriados a Gotemburgo.
Ståhlberg publicó más de diez libros de ajedrez (algunos en español):
- Schack och schackmästare (Ajedrez y maestros), 1937
- El gambito de dama, 1942
- Partidas clásicas de Capablanca (La perfección en ajedrez), 1943 (con Paulino Alles Monasterio)
- I kamp med världseliten (En lucha contra la élite mundial), 1958
- Strövtåg i schackvärlden (Exploración del mundo del ajedrez)
- Tal-Botvinnik II match, 1969
- Modern spelöppningsteori i schack (Teoría moderna de aperturas)
- Svenska schackmästare (Maestros de ajedrez suecos)